# Bleekeria kallolepis
Bleekeria kallolepis es una especie de peces de la familia Ammodytidae en el orden de los Perciformes.

## Morfología
Los machos pueden llegar alcanzar los 10,6 cm de longitud total.

## Distribución geográfica
Se encuentra en la India y Tailandia.